# هربرت لوتکبوهمرت
هربرت لوتکبوهمرت (انگلیسی: Herbert Lütkebohmert; ۲۴ مارس ۱۹۴۸ – ۲۹ اکتبر ۱۹۹۳) بازیکن فوتبال اهل آلمان بود.
از باشگاه‌هایی که در آن بازی کرده‌است می‌توان به باشگاه فوتبال شالکه ۰۴ اشاره کرد.